# Venetska teorija
Venetska teorija je najbolj razširjena avtohtonistična teorija o izvoru Slovencev.

## Razmerje med Veneti in Slovani
Na podlagi pri Germanih tradicionalnega poimenovanja slovanskih ljudstev z imenom Veneti (pragermansko *Wénethōz > nemško Wenden, Winden) so nekateri srednjeveški kronisti in novoveški zgodovinarji enačili antične Venete s Slovani. Obenem so se zaradi podobnosti imena pojavljale tudi razlage o istovetnosti germanskih Vandalov in Slovanov. Podobne teze so posamezni avtorji zagovarjali še v 18. stol. V 19. stol. jih je zgodovina, ki se je takrat razvila v moderno znanost, zavrnila, iz narodnoemancipacijskih razlogov pa so jih obudili nekateri amaterski raziskovalci. Med Slovenci je teorijo o venetskem izvoru Slovencev zagovarjal predvsem narodnjak in duhovnik Davorin Trstenjak, ki pa se je tem tezam pozneje odrekel, ko je spoznal, da so temeljile na metodološko nevzdržnih osnovah. 

## Venetska teorija
V 80. letih 20. stoletja so Ivan Tomažič, Matej Bor in Jožko Šavli predstavili avtohtonistično teorijo o izvoru Slovencev iz Venetov. Na podlagi relativno številnih omemb različnih, mnogokrat težko opredeljivih ljudstev s historičnim imenom Veneti, poskusa branja venetskih napisov s pomočjo slovenščine in razlaganja izvora slovensko zvenečih zemljepisnih imen v Evropi so oblikovali hipotezo, da naj bi v prazgodovini del Evrope naseljevalo praslovansko ljudstvo Veneti oziroma *Sloveneti (izraz so izumili). Njihovi neposredni potomci in avtohtoni prebivalci Slovenije naj bi bili današnji Slovenci. Avtorji venetske teorije so torej skušali zavrniti v znanosti uveljavljeno razlago o naselitvi Slovanov v Vzhodne Alpe med 6. in 9. stoletjem.
Predvsem v obdobju slovenskega osamosvajanja je venetska teorija pridobila močno podporo v slovenski laični javnosti, v znanstvenih krogih pa je bila povsem zavrnjena. Razlog za to je njena neskladnost z zgodovinskimi, arheološkimi in jezikoslovnimi dejstvi ter številne povsem napačne metode, ki so jih zagovorniki venetske teorije uporabljali v svojih izvajanjih (posebej na področjih jezikoslovja, etimologije in arheologije). Jezikoslovci venetski teoriji očitajo nestrokovno metodo, ki besede primerja po naključni glasovni podobnosti brez upoštevanja razvojnih zakonitosti jezikov. Opozarjajo tudi na poenostavljenem razumevanju evropske kulturne, politične in etnične zgodovine v prvem tisočletju pr. n. št., samovoljno prirejanje prevodov in nekonsistentnost ter očitna protislovja.  O nevzdržnosti te teorije je bila leta 1990 izdana posebna številka glasila Slovenskega arheološkega društva Arheo z naslovom Venetovanje: prispevki k razmerju Veneti – Slovani.
Trditve zagovornikov venetske teorije, da ni dokazov za naselitev Slovanov, ki naj bi bila le konstrukt nemške ali jugoslovanske ideologije, so bile v znanosti ovržene kot povsem neutemeljene, izpodbijajo pa jih tudi novejše arheološke raziskave. Na slovenskem ozemlju in v njegovi okolici so izpričane vse tri zgodnjeslovanske arheološke kulture (praška, penkivska in koločinska), ki predstavljajo arheološki odraz Slovanov v 6. stoletju.
Danes venetska teorija velja predvsem za nacionalistični poskus ugotavljanja zgodovine kontinuitete naroda na lastnem etničnem ozemlju, ter tako nasprotuje uveljavljeni razlagi o preseljevanju ljudstev v času srednjega veka.

## Venetska teorija in teorija paleolitske kontinuitete
V novejšem času se zagovorniki venetske teorije pogosto opirajo na genetske raziskave in na teorijo paleolitske kontinuitete, čeprav se v osnovnih podmenah teoriji razhajata. Venetska teorija je izvorno izhajala iz predpostavke, da naj bi bili Veneti prvotni prebivalci Evrope, ki naj bi izšli iz lužiške arheološke kulture na današnjem Poljskem, in nato med 13. in 10. stoletjem pr. n. št. osvojili dobri dve tretjini Evrope. Bili naj bi ne le neposredni predniki Slovanov in predvsem Slovencev, temveč tudi večine srednjeevropskih narodov. Toda na začetku devetdesetih let se je eden izmed vodilnih teoretikov venetske teorije, Jožko Šavli v svoji knjigi »Etruščani in Veneti« oddaljil od te hipoteze in zatrdil, da naj bi se kljub venetski ekspanziji marsikje - še zlasti pa na širšem območju severnega Jadrana - ohranile številne kulturne in tudi nekatere jezikovne posebnosti predindoevropskih prebivalcev (ki jih Šavli imenuje »afro-evropski« in jih na več mestih izmenično enači z Baski oz. Berberi).
Kontinuiteta Slovencev (in sosednjih srednjeevropskih ljudstev) naj bi torej kljub venetski invaziji in vsem kasnejšim spremembam (germanizaciji, romanizaciji in madžarizaciji staroselskega prebivalstva) segala vse do paleolitika. Nasprotno pa je glavna teza teorije paleolitske kontinuitete, da naj bi ne le etnični in »genetski«, temveč tudi jezikovni fenomeni v Evropi obstajali v osnovi nespremenjeni že od paleolitika, pri čemer njen utemeljitelj Mario Alinei predpostavlja, da naj bi Slovani (in ne Veneti) že od paleolitika živeli na območju jugovzhodne Evrope in se od tam širili proti severu in severovzhodu, medtem ko naj bi v preostalem delu Evrope kontinuirano živela keltska, germanska in italska ljudstva (med slednje uvršča tudi severnojadranske Venete).